# Inspecteur général des institutions financières
L'Inspecteur général des institutions financières (IGIF) est une ancienne fonction et organisme du gouvernement du Québec chargés de contrôler et surveiller les institutions financières, et les courtiers et agents immobiliers au Québec. L'IGIF était également responsable du registre des entreprises.

## Historique
L'IGIF est institué le 1er avril 1983 à l'entrée en vigueur du projet de loi 94 qui avait été voté à l'Assemblée nationale et sanctionné le 16 décembre 1982. 
À cette date le personnel et les ressources du Ministère des Institutions financières et Coopératives sont transférés à l'IGIF et le ministère est mis en sommeil définitivement. L'IGIF absorbe également les services du Surintendant des assurances et du Surintendant des institutions de dépôts.
En 1984 l'IGIF est également chargé d'administrer et exploiter un registre des entreprises.
Le 11 septembre 1991 l'IGIF est chargé de la surveillance de l'Association des courtiers et agents
immobiliers du Québec nouvellement créée par le projet de loi 153 qui réforme la Loi sur le courtage immobilier.
En 1997 les deux postes de surintendant sont supprimés et remplacés par un poste unique d'adjoint à l'Inspecteur général.

### Dissolution (2002-2004)
Le 11 décembre 2002 la Loi sur l'Agence nationale d'encadrement du secteur financier est sanctionnée. Cette loi vise à créer un organisme unique chargé d'administrer toutes les lois relatives à l'encadrement du secteur financier. La loi institue un bureau de transition rassemblant la nouvelle agence, la CVMQ, le BSF, la RADQ, le FISF et l'IGIF.
Ce bureau de transition est actif jusqu'au 1er février 2004, date à laquelle l'IGIF est aboli et ses responsabilités transférées à l'Autorité des marchés financiers (qui est le nouveau nom pris par l'agence unique créée par la loi de 2002) et au Registraire des entreprises, organisme nouvellement créé.